# Bystrzycka „Zapałka”

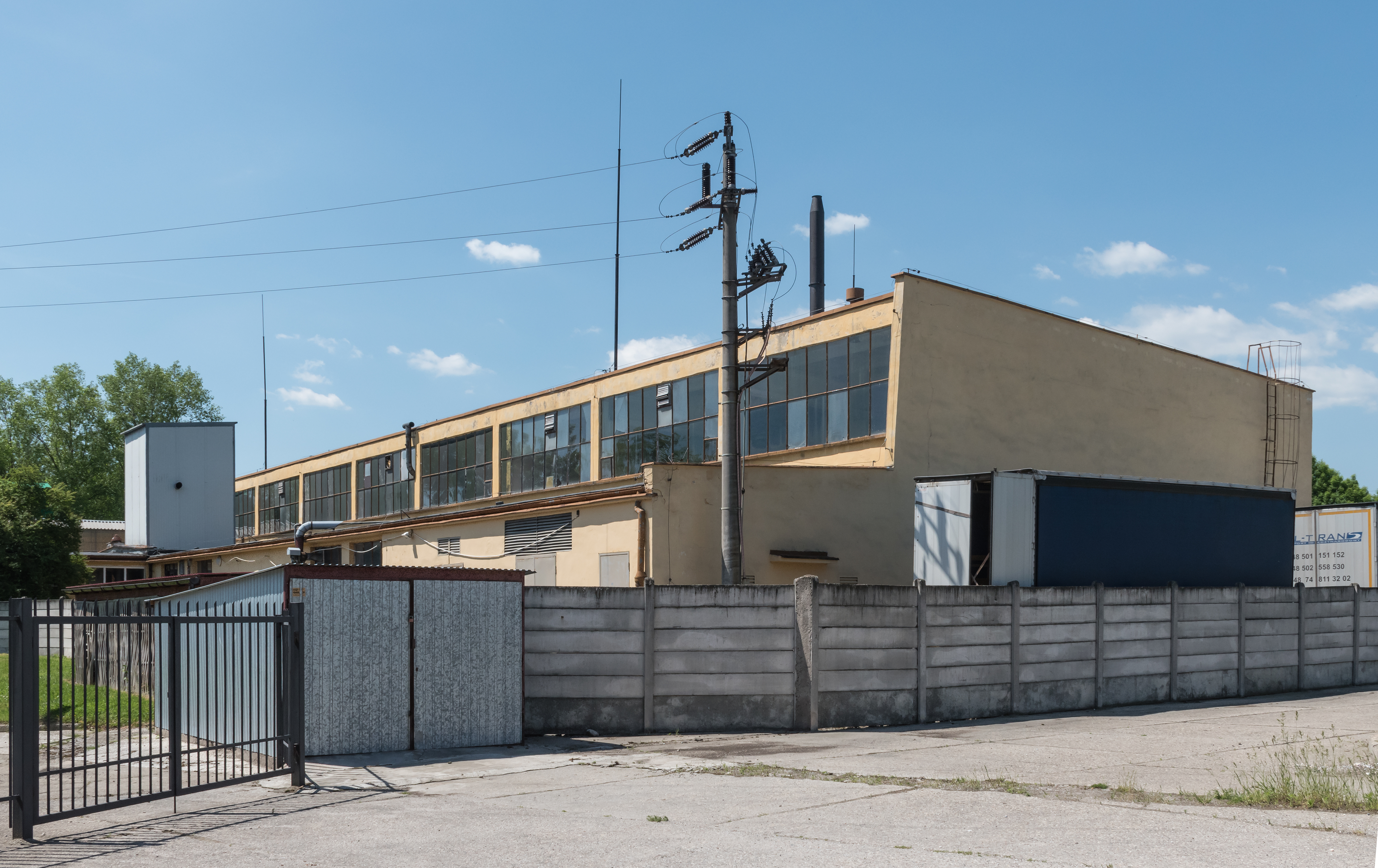
Dawne Bystrzyckie Zakłady Przemysłu Zapałczanego

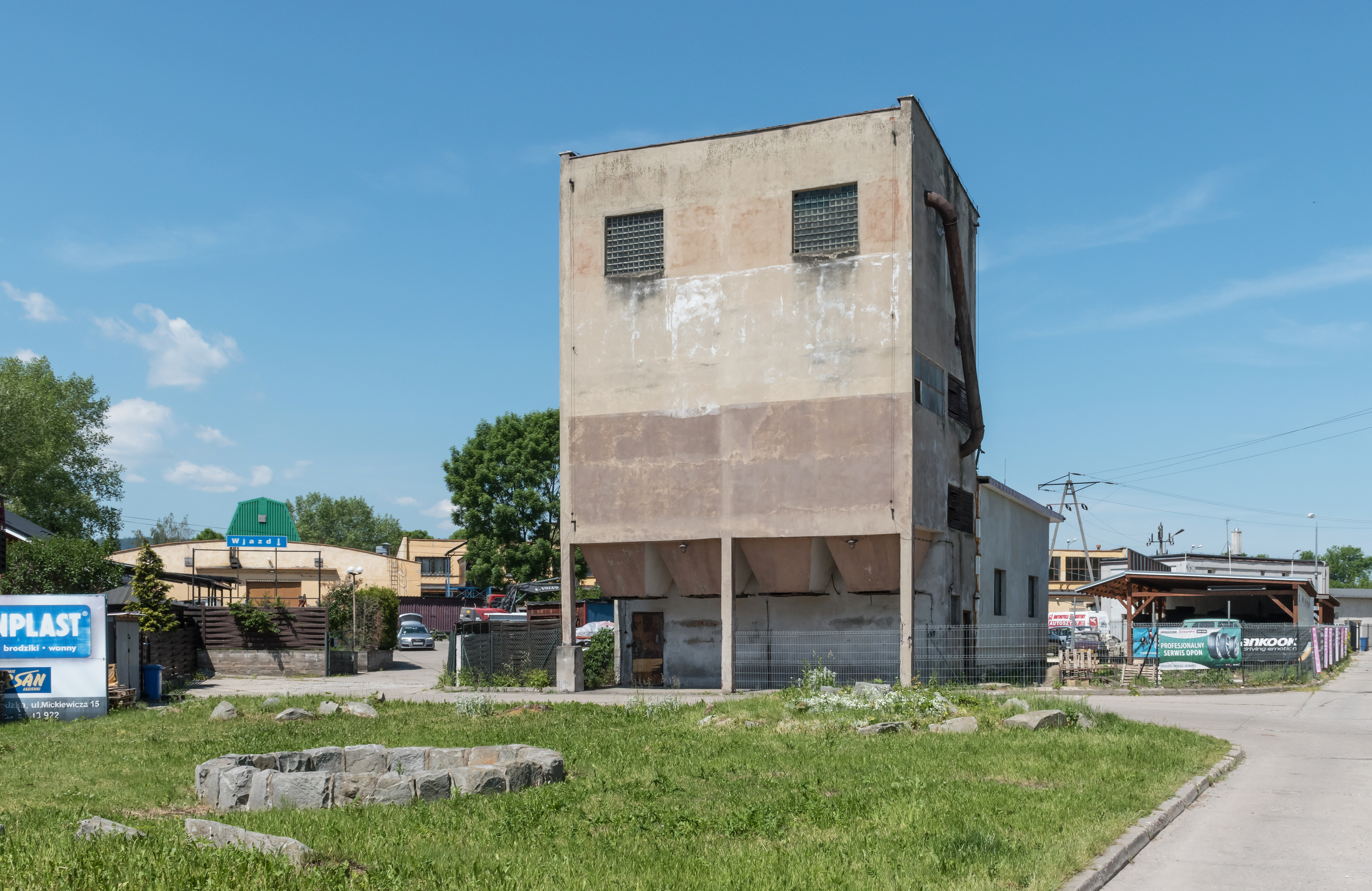
Widok od ul. Sienkiewicza

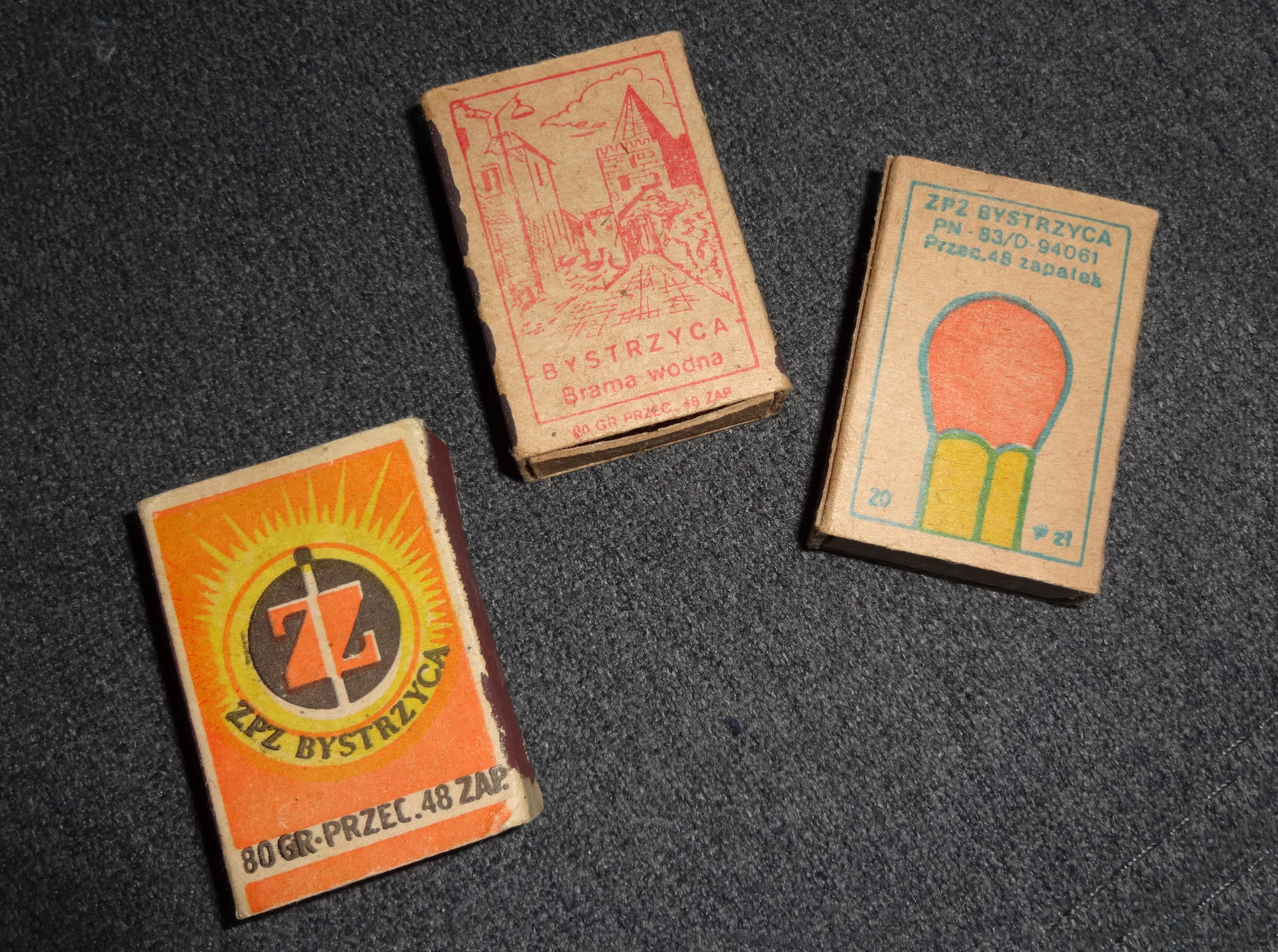
Zapałki ZPZ Bystrzyca

Bystrzycka „Zapałka” – firma reprezentująca przemysł zapałczany, działająca w formie spółki akcyjnej, z siedzibą Bystrzycy Kłodzkiej przy ulicy Mickiewicza 15.

## Historia
Firma powstała jako państwowe przedsiębiorstwo w 1945 roku pod nazwą Bystrzyckie Zakłady Przemysłu Zapałczanego. Zaliczana była ona do krajowego potentata, obejmując 45% rynku zapałek. BZPZ zatrudniały w końcowej fazie 63 osoby, a w okresie prosperity było ich 700. W wyniku likwidacji BZPZ powstała w 1999 roku spółka o nazwie Bystrzycka „Zapałka” S.A., której kapitał akcyjny wynosił 100 tysięcy złotych w formie akcjonariatu pracowniczego. Spółka ta przyjęła formę aliansu z Częstochowskimi Zakładami Przemysłu Zapałczanego, które w obecnym związku mają pozycję dominującą. Współpraca ta jest forma blokady ekspansji firmy konkurencyjnej z Czechowic-Dziedzic. Wspólna sieć zaopatrzenia pomiędzy kooperantami doprowadziła do obniżenia kosztów o 30%.

## Działalność
Bystrzycka „Zapałka” zajmuje się przede wszystkim produkcja zwykłych zapałek, dlatego dla rozwoju w przyszłości rozważana jest możliwość rozszerzenia asortymentu o zapałki będące nośnikiem reklamy oraz zapalacze do grilla. Ze względu na małą atrakcyjność branży zapałczanej spółka poszukuje nowych kierunków działalności związanych z wykorzystaniem powierzchni hal produkcyjnych, rozpoczęciem produkcji pończoszniczej lub współpracą ze Steinhoffem w sektorze produkcji mebli.

## Władze spółki
- Eugeniusz Kałamarz – członek rady nadzorczej
- Bożena Strugacz – członek rady nadzorczej
- Iwona Owczarek – członek rady nadzorczej